# Pedro Javier González
Pour les articles homonymes, voir Pedro Gonzalez (homonymie) et González.
Pedro Javier González (né à Barcelone en 1962) est un producteur de musique, compositeur et guitariste virtuose espagnol.

## Biographie
González est né à Barcelone. Dans les années 1980, il étudie avec AF Serra et Juan Trilla et remporte le Premio al Toque por Bulerías et le premier prix du Certamen de Guitarra flamenca. Ses premiers pas en tant que guitariste professionnel ont été soutenus par Toti Soler, Feliu Gasull et Ovidi Montllor. Il a ensuite joué dans un groupe avec les guitaristes classiques Yoshimi Otani, Alex Garrobé et Xavier Coll. 
En 1990, il commence à travailler avec El Ultimo de la Fila, jouant de la guitare espagnole pour l'album Nuevo pequeño catalogue de seres y estares. À partir de là, il entame une relation importante avec le groupe, les accompagnant dans leurs prochains albums et la plupart de leurs concerts.
En 1992, il forme le groupe Arrebato avec le chanteur de flamenco Rafael Maya et sort l'album Rumba canalla (EMI). Le style est proche du nuevo flamenco apparu au début des années 1990. Il a ensuite enregistré sur les albums Astronomía razonable et La rebelión de los hombres rana avec El Ultimo de la Fila. Sur les deux, Gonzalez a joué des guitares électriques et espagnoles et a accompagné le groupe en tournée. Le groupe était l'acte le plus vendu en Espagne. Astronomía razonable s’est vendu à 600 000 exemplaires au cours de sa série de 64 semaines, et La rebelión de los hombres rana à 228 000 exemplaires.
Au cours de la seconde moitié des années 1990, Gonzalez a publié trois albums avec des reprises de chansons des Eagles, John Lennon, Dire Straits, Supertramp, Simon and Garfunkel et Eric Clapton, Police, Bob Dylan, Queen, les Beatles et d’autres.
Au début de 1997, il enregistre l'album Callejón del gato. L'album contient treize chansons instrumentales, mettant en vedette des sevillanas, des tangos et des bulerías. Avant de retourner enregistrer un autre album avec des compositions originales, González fit plusieurs collaborations, jouant de la guitare espagnole sur Arena en los bolsillos (1998) avec Manolo García et Cansiones (2000) avec Joan Manuel Serrat. Il a également produit les premiers albums de Tomasito et Zalamera. 
En tant que musicien de session, il a travaillé dans des centaines d'albums pour des artistes tels que Toti Soler, Feliu Gasull, Victoria de Los Angeles, El Último de la fila, Joan Manuel Serrat, Lluís Llach, Maria del Mar Bonet, Manolo García, Paco Ortega, Mónica Molina, Angelo Branduardi, Roberto Alagna, Charles Aznavour.
En 2001, González est revenu enregistrer un album studio, Árboles nuevos. En parallèle, il a coproduit et joué de la guitare espagnole dans Nunca el Tiempo es Perdido (2001) et Para que no se duerman mis sentidos (2004) avec Manolo García. Ce dernier album lui vaut la nomination aux Premios de la Música du "Meilleur arrangeur de musique", partagé avec Manolo et Nacho Lesko. Il a collaboré avec Serrat dans Versos en la boca (2003), dans laquelle il s'est produit en tant que guitariste de flamenco.
En 2005, il réenregistre et réinterprète les thèmes de son premier album solo, Callejón del gato, sous le label Alia Records. En 2007, il publie un nouvel album de compositions originales intitulé Verdades ocultas y medias mentiras, cette fois sous le label GTK , avec 10 pistes instrumentales dont une reprise de Camarón de la Isla « La leyenda del tiempo. [1] González, avec Roger Blavia (batterie) et Toni Terré (basse) se sont ensuite produits sous le nom de Trío pour une série de concerts en Europe. Ils ont sorti un DVD avec l'enregistrement en direct à Vicence, le 28 octobre 2006. Ces spectacles comprenaient le flamenco espagnol traditionnel et les versions classique et espagnole de la pop et du rock classiques internationaux. Le trio s'est produit au Festival international de jazz de Kaunas en Lituanie en octobre 2011.
Récemment, il a joué avec le contrebassiste Horacio Fumero, a formé Transversal, avec Raúl Rodriguez (très cubain), Trilok Gurtu (percussionniste) et Guillem Aguilar (basse) et est apparu sur le nouvel album du ténor français Roberto Alagna. González a joué "Concierto de Aranjuez" en tant que soliste avec l'orchestre philharmonique de Russie à Moscou. Il a également enregistré la guitare pour les publicités de BMW, Canal et Seat Ibiza.